# Paul Gayten
Paul Gayten (1920-1991) est un pianiste, chanteur et chef d’orchestre de rhythm and blues américain, né à La Nouvelle-Orléans et décédé à Los Angeles.

## Carrière
De la deuxième moitié des années 1940 jusqu'en 1956, Paul Gayten enregistre pour Regal Records puis pour De Luxe Records. Avec son orchestre et souvent accompagné par la chanteuse Annie Laurie, il est l'un des représentants du rhythm and blues de La Nouvelle-Orléans. Il écrit pour Larry Darnell le titre à succès For You my Love. 
En 1956, il quitte la scène musicale. Installé à Los Angeles, il se tourne vers la production et fonde son propre label.